# Dasineura scirpi
Dasineura scirpi är en tvåvingeart som först beskrevs av Jean-Jacques Kieffer 1898.  Dasineura scirpi ingår i släktet Dasineura och familjen gallmyggor.
Artens utbredningsområde är Frankrike. Inga underarter finns listade i Catalogue of Life.